# Ho perduto mio marito
Ho perduto mio marito è un film del 1937 diretto da Enrico Guazzoni.

## Trama
Una vedova inventa la scomparsa del suo inesistente secondo marito e chiede ad un suo cugino, di cui è innamorata, di accompagnarla alla ricerca dello scomparso. Lunghi viaggi per l'Italia tra treni e pullman, sino al momento del chiarimento e alle nozze dei due.

## Produzione
Prodotto da Cariddi Oreste Barbieri, con il soggetto tratto da una commedia di Cenzato, la pellicola fu girata negli Stabilimenti CINES di via Vejo a Roma, gli esterni in Valdagno, nell'estate del 1936 per uscire nelle sale il 28 febbraio 1937.

## Critica
In Bianco e Nero del 31 marzo 1937, « Una mediocrissima sceneggiatura. La vicenda è tirata avanti a fatica, arranca verso l'inevitabile finale non solo facendolo prevedere fin dalle prime battute ma anche e soprattutto facendolo tardare troppo. Né basta la scena del paravento per dare un po' di piccante al film, che solo di un piccante aggraziato poteva reggersi. Quanto alla regia, basterà dire che questo film ha l'aria di essersi fatto da sé, senza che nessuno ne sorvegliasse la lavorazione. Mediocre registrazione e dialoghi piatti »